# Смерть, яка грає в шахи
Смерть, яка грає в шахи (швед. Döden spelar schack) — найбільш відома фреска церкви Тебю (швед. Täby kyrka), виконана майстернею Альбертуса Піктора близько 1480 року. Неканонічний сюжет.

## Історія
Церква була завершена наприкінці 1200-х років. Церковна ризниця була добудована у 1300-х, склепіння оновлені у 1450-х. Церква Тебю має чотири склепінчасті арки (роки розписані майстернею Альбертуса Пиктора). Фрески реставрувалися у 1787 та 1992—1993. Під час другої реставрації були детально вивчені складові елементи барвистого шару.
Фреска «Смерть, яка грає в шахи» знаходиться в західній частині склепіння, у верхній частині драбини на горище, де розташований орган. Вона виконана шведським художником німецького походження Альбертусом (швед. Albertus Pictor, літер. «Альберт Художник»; народився між 1440 і 1450 роками — помер між 1507 і 1509 роками, справжнє ім'я Альберт Імменхаузен, швед. Albertus Immenhusen, походив з міста Імменхаузен поблизу Касселя в землі Гессен) і його майстерні, чисельністю близько п'яти осіб. Учні розписали близько 40 шведських церков, 37 з них збереглися до нашого часу. Копія розпису зберігається в колекції шведського Історичного музею у Стокгольмі.

## Деталі
Протягом 1600-х років стіни шведських католицьких храмів, перетворених на лютеранські кірхи, були побілені у більшості середньовічних церков. Склепіння церкви Тебю з невідомої причини були залишені під фресками, тому вони збереглися.

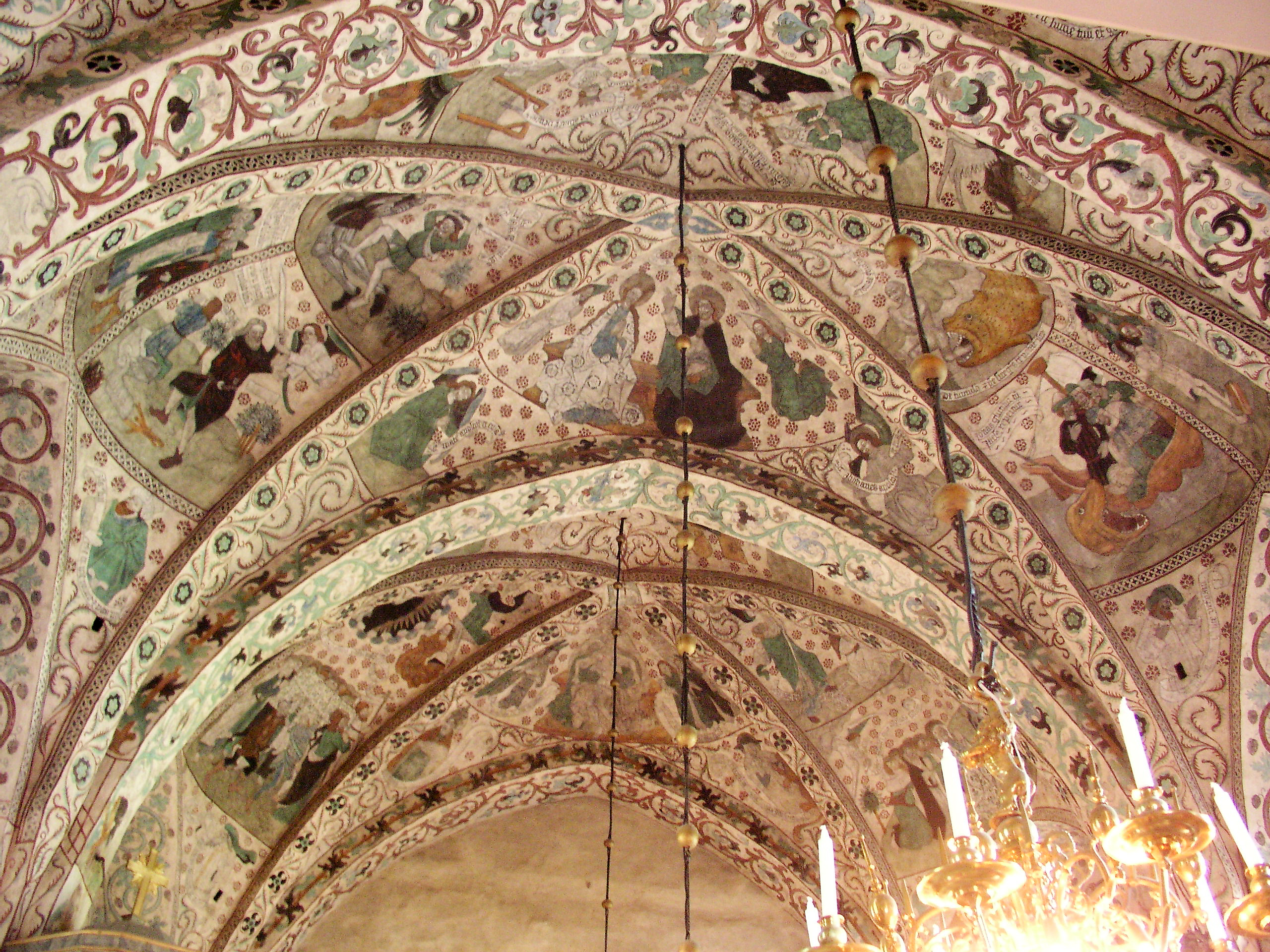
Церква Тебю

Фреска «Смерть, яка грає в шахи» не схожа на більшість інших зображень в церкві, котрі виконані на основі біблійних мотивів. На фресці зображений елегантно вдягнений чоловік, який грає в шахи зі Смертю. Хід робить Смерть, а чоловік розгублено притискає ліву руку до грудей, а іншою намагається вхопитися за дошку. Фреска зображує чоловіка і Смерть на одній стороні дошки. Шахова дошка на фресці нестандартних розмірів (6 на 5 клітин). Фреска доповнюється стрічкою над фігурами персонажів з вицвілим і вже нечитабельним текстом шведською.

### Зображення людини
Зображення гри у шахи з представником темних сил існували в Середні століття як зорове втілення складних моральних положень. Дослідники поділяють їх на типи.
Зображення гри людини проти Смерті за своє життя. Воно змушує задуматися про швидкоплинність життя і про те, що людина незабаром може бути покараною або винагородженою після раптової смерті за свої справи. Зміст картини представляв життя як шахову гру.
Шахи також ілюстрували різні ролі в суспільстві, показували в алегоричній формі, як важливо було «грати свою роль», а не намагатися що-небудь змінити у своєму соціальному становищі. До цього типу відноситься зображення в церкві Тебю. Серед інших зображень на подібну тему — «Смерть ставить мат королю» (алегорична гравюра невідомого ельзаського художника XV століття).

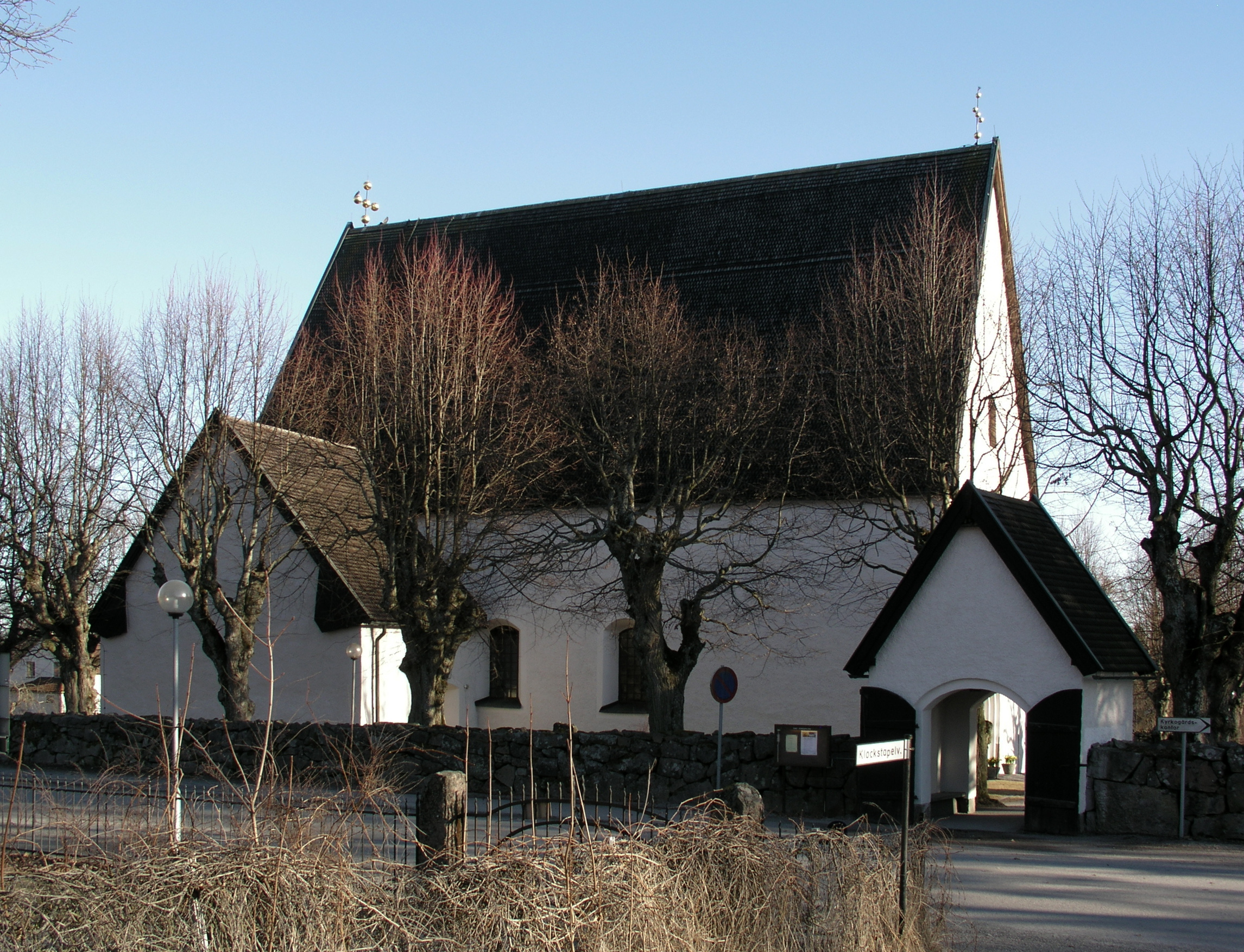
Церква Тебю

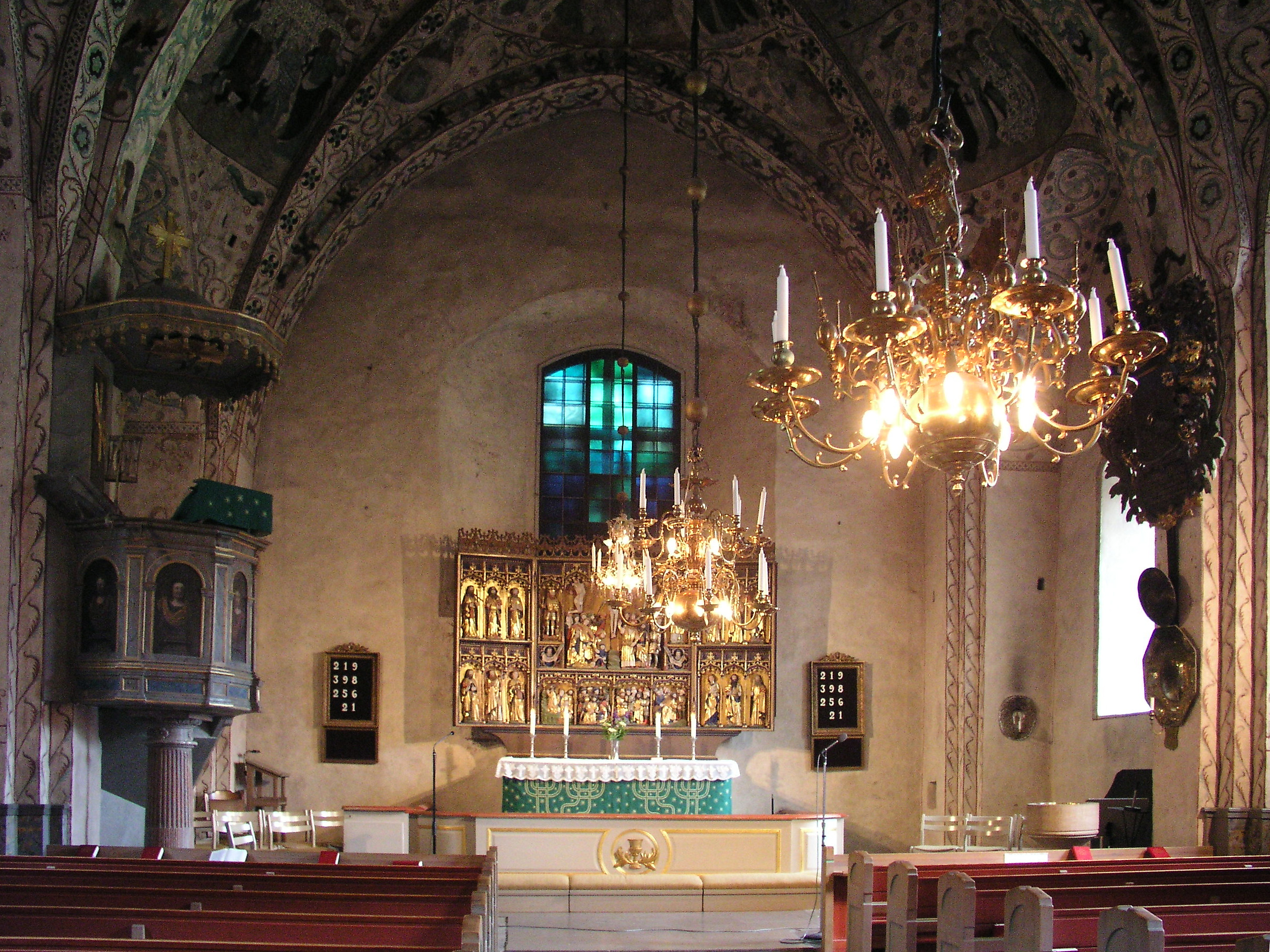
Церква Тебю

Інший поширений варіант сюжету — людина, що грає в шахи з Дияволом за свою душу. Цей сюжет був досить широко поширений в Північній Європі. Легенда в «Хроніці Фландрії» за 1131 рік розповідає, що дружина каштеляна за намовою диявола вбила свого батька. Чоловік, дізнавшись про її злочин, віддає злочинницю дияволу. До замку прибуває чернець і ночує в залі, де колись було скоєно злочин. Опівночі з'являється диявол з дружиною каштеляна і викликає на поєдинок ченця. Чернець виграв партію. Переможений диявол зник. Вранці монах знайшов на підлозі скелет жінки зі стилетом у руці. Шаховий поєдинок з дияволом в образі прекрасної дівчини приписувався шахісту XVI століття Паоло Бої. В Історичному музеї в Стокгольмі була організована виставка про смерть і про те, як вона сприймалася в різний час. Зображення «Смерті, що грає в шахи» було центральним в осмисленні проблеми.

### Вплив
Фреска надихнула Інгмара Бергмана на сцену у фільмі «Сьома печатка» 1957 року. Дія фільму відбувається в середині 1300-х років під час Чорної смерті. Лицар Антоніус Блок і його зброєносець Йонс повернулися до Швеції після участі в хрестовому поході на Святу Землю. Коли Смерть з'являється, аби забрати його, він просить зіграти партію в шахи, щоб відкласти неминучий кінець. Сам художник теж є одним з героїв фільму: він розмовляє зі зброєносцем Блоку під час роботи над стінописом церкви. Відгомони фрески і фільму Бергмана присутні в стрічці Алена Рене «В минулому році в Марієнбаді» (1961 році, автор сценарію — Ален Роб-Грійє).